# Rhosllannerchrugog

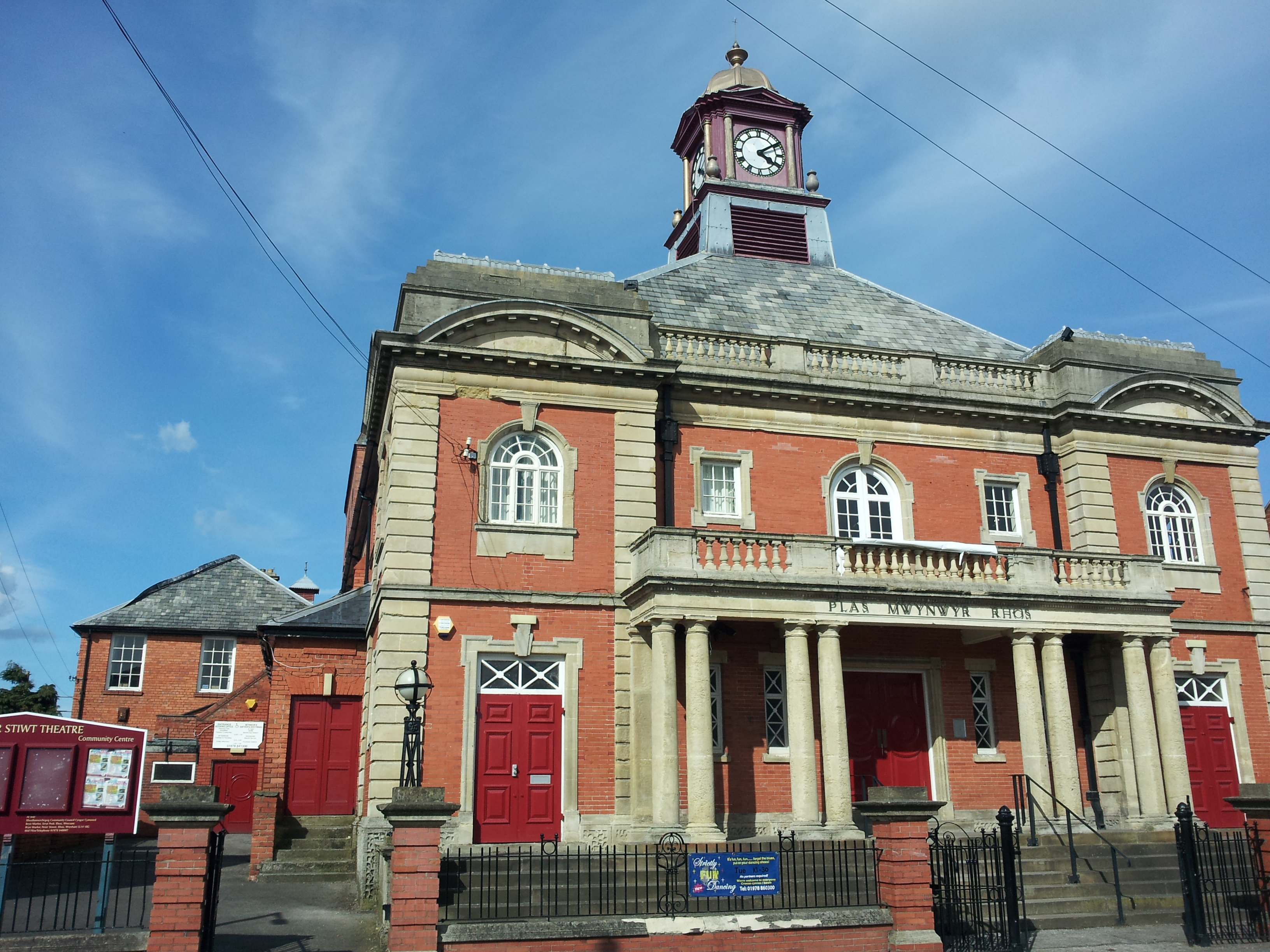
Rhosllannerchrugog: il teatro Stiwt

Rhosllan(n)erchrugog è un villaggio con status di comunità (community) del Galles nord-orientale, facente parte del distretto di contea di Wrexham e situato al confine con l'Inghilterra. Il villaggio conta una popolazione di circa 9 000 abitanti, mentre l'intera comunità conta una popolazione di circa 13 000 abitanti.
Si tratta di un ex-centro minerario.

## Geografia fisica
Rhosllan(n)erchrugog si trova nella parte sud-orientale del distretto di contea di Wrexham, tra le località di Wrexham/Rhostyllen e Ruabon (rispettivamente a sud/sud-ovest delle prime due e a nord della seconda) ed è situato in una collina che si affaccia sulla valle di Maelor.

## Origini del nome
Il toponimo Rhosllan(n)erchrugog è formato dai termini gallesi rhos, che significa "palude", llanerch, che significa "radura", e grugog, che significa "erica". Il suo significato è quindi quello di "palude della radura di eriche".

## Storia
Nel corso del XVIII secolo, venne aperta in loco una miniera per l'estrazione del carbone, che contribuì notevolmente allo sviluppo economico del villaggio.

## Monumenti e luoghi d'interesse
- Teatro Stiwt[2]

## Sport
- Rhosllannerchrugog Football Club, squadra di calcio[4]
- Rhosllannerchrugog RFC, squadra di rugby[5]